# پنساکولا (فلوریدا)
پنساکولا (به انگلیسی: Pensacola) شهری در شهرستان اسکامبیا ایالت فلوریدا است که در سال ۱۸۲۲ بنیان‌گذاری شده‌است. این شهر طبق سرشماری سال ۲۰۱۰ میلادی، ۵۱٬۹۲۳ نفر جمعیت داشته و مساحت آن نیز ۱۰۲٫۷ کیلومتر مربع است.